# Очеретько, Митрофан Михайлович
Митрофа́н Миха́йлович Очере́тько (1884—1930) — офицер Русской императорской армии, Георгиевский кавалер; в 1918—1921 годах — украинский офицер, подполковник армии УНР.

## Биография
Родился в селе Матяшовка (ныне Лубенский район, Полтавская область, Украина) в крестьянской семье потомков украинского казачества. Православного вероисповедания.
Окончил Лубенскую низшую сельскохозяйственную и ремесленную школу 1–го разряда.

### Служба в Русской императорской армии
В августе 1905 года вступил на военную службу юнкером Одесского юнкерского пехотного училища, полный курс которого окончил по 1-му разряду. В июне 1908 года произведен из младших портупей-юнкеров в подпоручики (со старшинством с 14.06.1907) и назначен на службу в 71-й пехотный Белевский полк (г. Новоалександрия, Царство Польское).
Служил младшим офицером пулемётной команды полка. Высочайшим приказом от 05.11.1911 произведен в поручики (со старшинством с 14.06.1911). В 1913 году окончил по 1-му разряду курс Главной гимнастическо-фехтовальной школы в Санкт-Петербурге.
Участник Первой мировой войны. 
В июле 1914 года в составе своего полка (18-й пехотной дивизии 4-й армии) выступил на австрийский фронт. Принимал участие в Галицийской битве, в Варшавско-Ивангородской и в Ченстоховско-Краковской операциях. На август 1914 — младший офицер пулемётной команды полка, на декабрь 1914 — командующий 9-й ротой.
Участвовал в 50 боях. За боевые отличия награждён 6-ю орденами, в том числе высшей боевой наградой Российской империи для обер-офицеров — орденом Святого Георгия 4-й степени за бой 10.08.1914 у д. Венглин (Люблинской губернии) в ходе сражения при Краснике.
В ноябре-декабре 1914 года был два раза контужен (оставался в строю), а 14.12.1914 — тяжело ранен и эвакуирован в Петроград на излечение.
Из-за тяжёлого ранения (с повреждением позвоночника) и длительного лечения в госпитале переведен в резерв чинов при Штабе Петроградского военного округа (см. Высочайший приказ от 12.08.1916).
Приказом Армии и Флоту от 28.04.1917 за отлично-усердную службу и труды, понесённые во время военных действий, прикомандированный к Главной гимнастическо-фехтовальной школе штабс-капитан Очеретько произведен в капитаны (со старшинством с 25.11.1915).
После Октябрьской революции уволен от службы в армии и возвратился на родину.
Был женат на Марине Саввичне Блажко, имел троих детей: Галину 1911 г.р., Льва 1915 г.р., Александру (Оксану) 1919 г.р.

### Служба в армии УНР
С марта 1918 года – в украинской армии. Служил при офицерской Инструкторской школе (укр. Інструкторська школа старшин), созданной в Киеве на базе Алексеевского инженерного военного училища, где проходили 2-х, затем 3-х и 4-х, месячную переподготовку («украинизацию») офицеры Русской императорской армии, вступившие на службу в украинскую армию. Преподавал гимнастику и фехтование.
Летом-осенью 1918 года в чине сотника числился в составе 3-го Сердюкского полка вооружённых сил Украинской державы, оставаясь преподавателем в офицерской школе. В ноябре 1918 перешёл на сторону Директории УНР, оставаясь на прежней должности.
В начале 1919 года, в ходе отступления армии УНР под ударами наступавшей с востока Украинской советской армии, в составе школы эвакуировался из Киева на запад и в мае 1919 года, на Волыни (в Луцке), попал в плен к полякам.
В ноябре 1919 года был освобождён из плена и назначен начальником обоза Сводной Киевской дивизии, затем начальником штаба 4-й Киевской дивизий действующей армии УНР (начальник дивизии — Юрий Тютюнник), в составе которой принимал участие в рейде по тылам противника («белой» и «красной» российских армий, воевавших на Украине), известном как Первый Зимний поход действующей армии УНР.
В 1920 году продолжал службу в армии УНР, подполковник.
В ноябре 1920 отступил на польскую территорию и был там интернирован.
В 1921 году находился в Польше, в лагерях для интернированных. Командованием армии УНР (в изгнании) был назначен начальником контрразведывательного отдела созданного Партизанско-повстанческого штаба УНР.
Участник рейда на территорию Правобережной Украины, занятую Красной армией РСФСР, — так называемого «Второго Зимнего похода» повстанческой армии УНР под командованием Юрия Тютюнника. 17 ноября 1921 года принимал непосредственное участие в последнем бою повстанцев у села Малые Миньки (Житомирщина) с конниками Котовского. В числе небольшой группы повстанцев Митрофану Очеретько удалось избежать гибели и вернуться в Польшу.
В 1922—1923 годах жил в Кишинёве на нелегальном положении.

### Возвращение в УССР
В 1923 году, под влиянием агитации Тютюнника, решил воспользоваться объявленной советской властью амнистией и вернулся на родину, в Украинскую ССР.
В 1924—1929 годах жил в Киеве под надзором НКВД. Работал в должности заведующего курсами физической культуры при Доме Красной армии Киевского гарнизона, встречался с Тютюнником. В 1926 году был принудительно привлечен к сотрудничеству с Киевским окружным отделом НКВД СССР. Долгое время дезинформировал органы НКВД.
20 ноября 1929 арестован Киевским окружным отделом  НКВД, обвинялся по ст. 54 (п.п. 10, 12, 13) УК Украинской ССР. 3 марта 1930 года приговорен к расстрелу.
9 марта 1930 года расстрелян.
Посмертно реабилитирован.

## Награды
- Медаль «В память 300-летия царствования дома Романовых» (1913)
- Орден Святого Станислава III степени — за успешное окончание курса Главной гимнастическо-фехтовальной школы в 1913 году[8]) (с 28.10.1913; ВП от 07.01.1914)
- Орден Святой Анны IV степени с надписью «За храбрость» (за бои в августе 1914; ВП от 01.11.1914)
- Орден Святого Станислава II степени с мечами (ВП от 13.02.1915)
- Орден Святого Георгия IV степени (ВП от 15.04.1915):

 «за то, что в бою 10.08.1914г. у д. Венглин, когда третий батальон названного полка, находившийся в головном отряде, встретив перед собой превосходные силы противника, подвергся обстрелу со стороны трех неприятельских батарей, быстро занял бывшими с ним двумя пулеметами позиции и открыл губительный огонь, давая возможность батальону продвигаться вперед. Когда же под угрозой быть отрезанным, батальон начал отходить назад, под сильным огнем противника занял последовательно три позиции, продолжая самый энергичный огонь, что дало третьему батальону возможность отойти на свои главные позиции» 
- Орден святой Анны II степени с мечами (ВП от 20.04.1915)
- Орден Святого Владимира IV степени с мечами и бантом (ВП от 13.05.1915)
- Орден святой Анны III степени с мечами и бантом (утв. ВП от 27.08.1916)